# 東京大學附屬圖書館

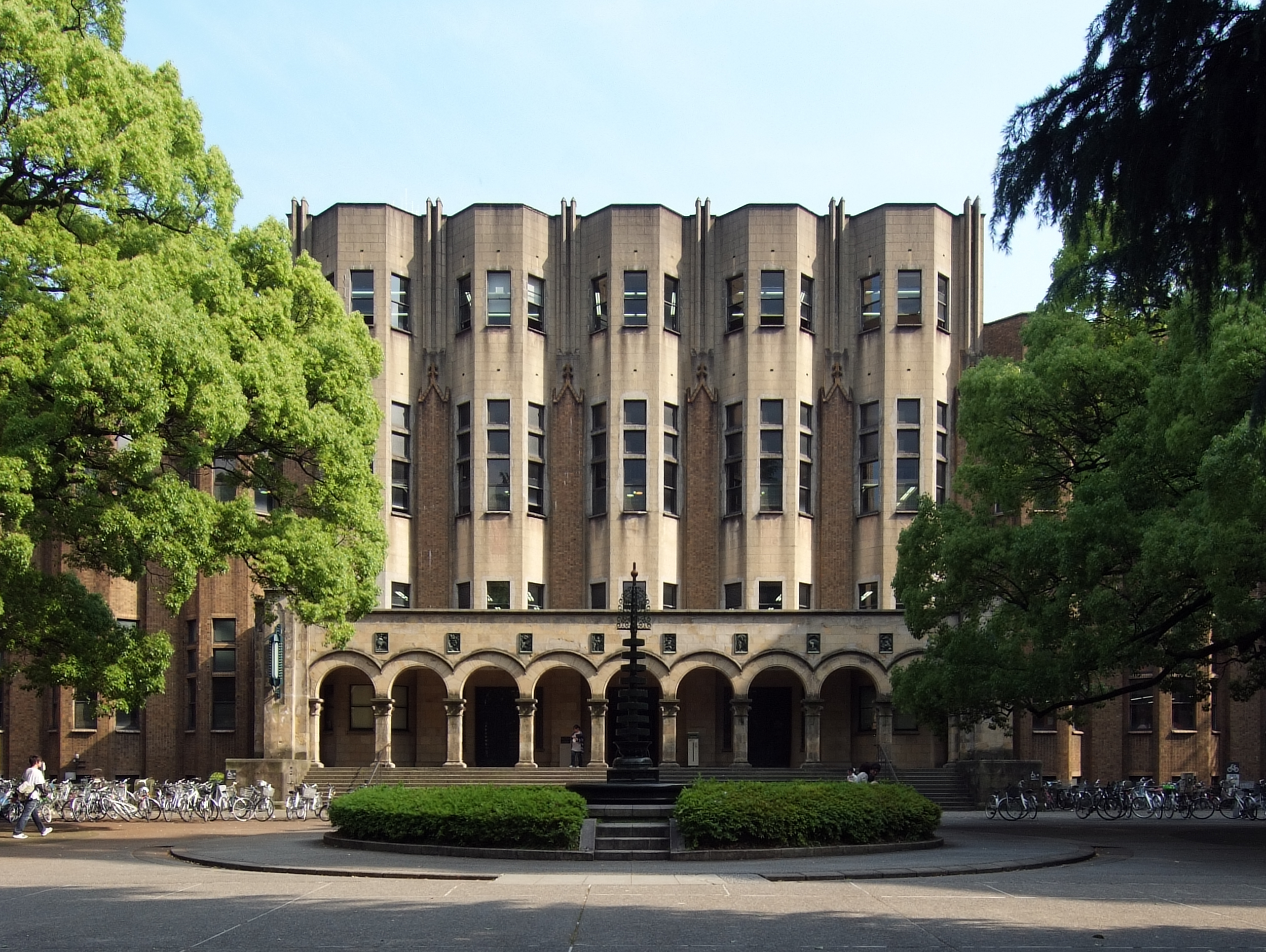
東京大學綜合圖書館

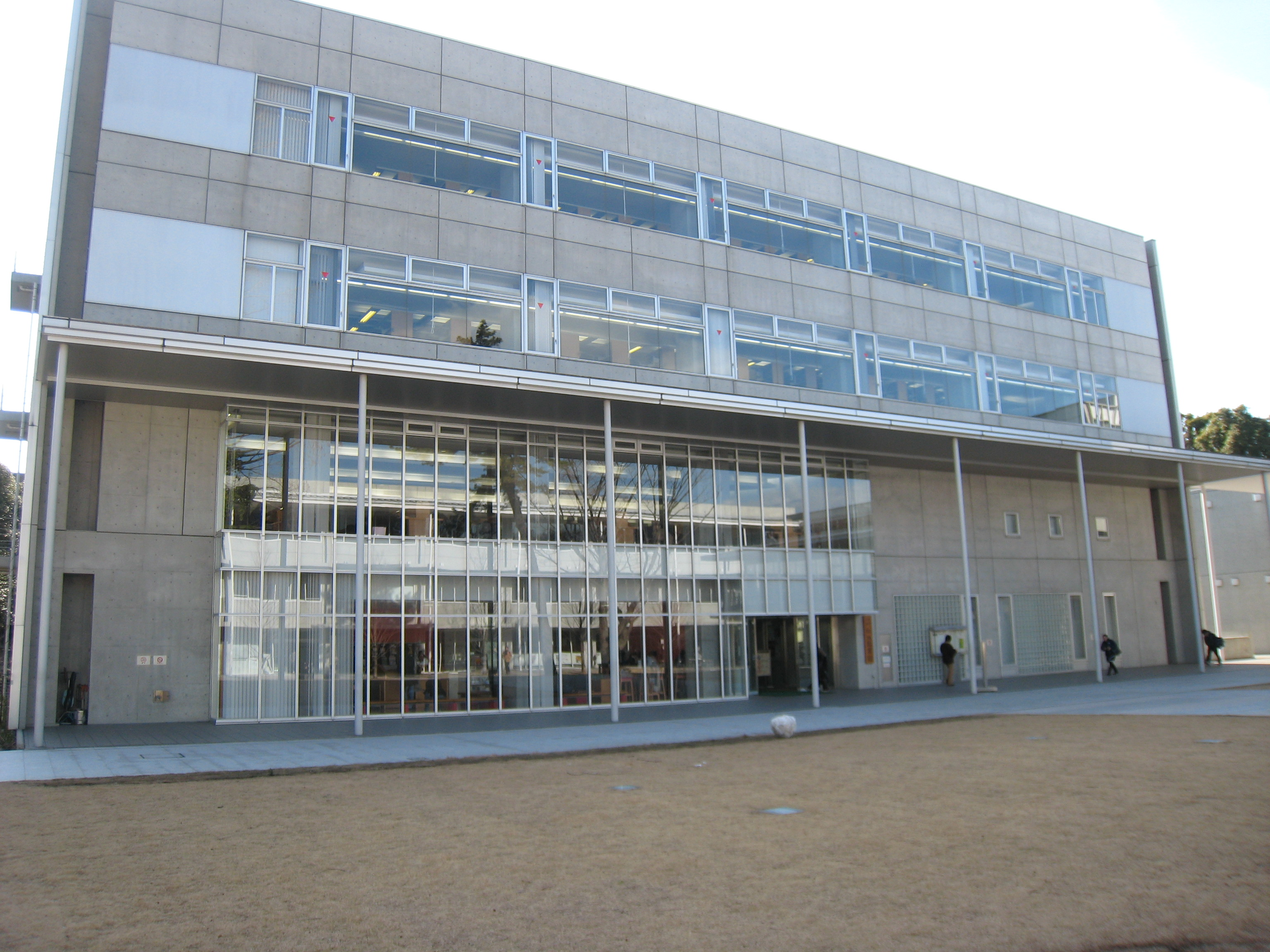
東京大學駒場圖書館

東京大學附屬圖書館（東京大学附属図書館）為東京大學的圖書館，由東京大學綜合圖書館（本鄉總校區）、駒場圖書館（駒場校區）、柏圖書館（柏校區）、醫學圖書館、工学・情報理工學圖書館、農学生命科学圖書館、經濟學圖書館、藥學圖書館以及各系所的圖書室所構成。目前整個圖書館系統的館藏近926萬冊（件），為日本的大學圖書館之首，其中最主要的為本鄉總校區的綜合圖書館，館藏約123萬冊。

## 歷史
東京大學圖書館設立於1877年，由當時法、理、文三個學院共同設立，1886年「帝国大学令」公布，東京大學改名為帝國大學，圖書館亦改稱帝国大学圖書館，1892年本館落成，1897年再度更名為東京帝国大学附屬圖書館。1923年發生關東大地震，本館建築及多部藏書均焚燬，1928年新館接受洛克菲勒基金的贊助重建，並於12月竣工（即為現今的綜合圖書館館舍），12月1日也從此被東大圖書館定為開館紀念日。
二戰後東京帝國大學恢復舊名為東京大學，圖書館也恢復舊稱；1963年「東京大学附屬圖書館基本規則」制定，本館改稱為綜合圖書館。1968年爆發學生運動東京大學事件，圖書館因此閉館至隔年2月。
2002年駒場校區的駒場圖書館開館，2004年柏校區的柏圖書館竣工並部分開放，翌年正式開館。
目前東京大學附屬圖書館已進行名為「アカデミック・コモンズ」（Academic commons）的新圖書館計畫。

## 外部連結
- 東京大学附属図書館 （页面存档备份，存于） （日語）
- 東京大学 総合図書館 （页面存档备份，存于） （日語）
- 東京大学 駒場図書館 （日語）
- 東京大学 柏図書館 （页面存档备份，存于） （日語）